# Antonio Skármeta
Antonio Skármeta   (Antofagasta, 7 de novembre de 1940 - Santiago de Xile, 15 d'octubre de 2024) va ser un escriptor xilè.

## Biografia
Esteban Antonio Skármeta Branicic va nàixer el 7 de novembre de 1940 a Antofagasta. Fill d'Antonio Skármeta Simunovic i de Magdalena Branicic, ambdós d'ascendència croata. Va realitzar els seus estudis secundaris en l'Instituto Nacional General José Miguel Carrera.
Skármeta va estudiar Filosofia i Literatura en la Universitat de Xile. Els seus estudis de filosofia els va realitzar sota la direcció de Francisco Soler Grima, un filòsof espanyol deixeble de Julián Marías i de José Ortega y Gasset. La seua tesi va versar sobre el pensament d'aquest últim. Seguint la línia de Soler, s'interessà per les filosofies de Jean-Paul Sartre, Albert Camus i Martin Heidegger. Després va fer estudis de postgrau en els Estats Units d'Amèrica i es va graduar en la Universitat de Colúmbia. En la Facultat de Filosofia i Educació de la Universitat de Xile va ser catedràtic d'Axiologia al Departament de Filosofia i, a continuació, va ser catedràtic de Literatura General.
A més, va ser membre del Moviment d'Acció Popular i Unitària (MAPU). El 1964 es va casar amb la pintora Cecilia Boisier, amb la qual va tenir dos fills, Beltrán, escriptor i filòsof, i Gabriel, músic.
L'any 1969 va ser premiat a l'Havana amb el Premi Casa de las Américas pel llibre de relats titulat Desnudo en el tejado. L'any 1973 era professor de literatura de la Universitat de Xile, a més de director teatral. Per aquells anys ja havia filmat una pel·lícula sobre la Unidad Popular amb el director alemany Peter Lilienthal, de la qual publicà anys més tard (1982) la novel·la La insurrecció. A causa del cop d'estat de l'11 de setembre de 1973 va d'eixir del país en companyia del cineasta Raúl Ruiz. La primera escala va ser Argentina, on va residir durant un any. A Argentina va publicar el seu llibre de relats Tiro libre. Després va partir rumb a Alemanya Occidental on es va dedicar al cine. Va treballar com a professor de guió cinematogràfic a l'Acadèmia Alemanya de Cine i Televisió de Berlín Occidental.
A Alemanya va crear la història d'El cartero de Neruda: primer per a la ràdio alemanya i després com un guió. La història apareix com a narració amb el títol d'Ardiente paciencia posteriorment anomenada amb el nom d'El cartero de Neruda, l'any 1985.
Abans de tornar a Xile, Skármeta es va casar amb Nora Maria Preperski, una berlinesa d'origen polonès, amb la qual va tenir un fill anomenat Fabián. El 1989 va tornar a Xile, després d'un llarg exili de quasi 16 anys. Va crear i va conduir el programa de televisió El xou dels llibres.
L'any 1994 va estrenar la segona versió cinematogràfica d'Ardiente paciencia, amb el títol de Il postino, al Festival de Venècia. La pel·lícula dirigida per Michael Radford i protagonitzada per Massimo Troisi, va obtenir cinc nominacions als Premis Oscar. També hi hagué una adaptació en forma d'òpera. L'any 1996 va obtenir el Premi Internacional de Literatura Bocaccio per la seua novel·la No pasó nada. L'any 1999 es va adjudicar el Premi Altazor gràcies a la publicació de La boda del poeta. També va obtenir el Premi Grinzane Cavour, per la millor novel·la de l'any.
Al maig de 2000 va ser nomenat ambaixador de Xile a Alemanya, càrrec que exerciria fins al febrer de 2003. El mateix any va rebre el Premi Llibreter per l'edició il·lustrada del seu relat La composició. L'any 2001 es va adjudicar el Premi Grinzane Cavour per la seua novel·la La boda del poeta. A l'abril de 2003 va obtenir el Premi UNESCO 2003 de Literatura Infantil i Juvenil en pro de la Tolerància, amb el seu llibre La redacció. A l'octubre del mateix any, sota el pseudònim de María Tornés, Antonio Skármeta va rebre el Premi Planeta per la seua obra El baile de la victoria. El mes de juliol de 2004, va obtenir el Premi Municipal de Literatura de Santiago de Xile per la mateixa obra.

## Obres
- El entusiasmo (L'entusiasme), 1967.
- Desnudo en el tejado (Nu en la teulada), 1969.
- Tiro libre (Tir lliure), 1973.
- Soñé que la nieve ardía (Vaig somniar que la neu cremava), 1975.
- Novios solitarios (Nuvis solitaris), 1975.
- No paso nada (No va passar res), 1980.
- La insurrección (La insurrecció), 1982.
- Ardiente paciencia (Ardent paciència) El cartero de Neruda, 1985.
- Matchball, 1989.
- La composición (La composició), 1998.
- La boda del poeta, 1999.
- La chica del trombón (La nois del trombó), 2001.
- El baile de la victoria (El ball de la victòria), 2003.